# Droga krajowa nr 106 (Kostaryka)
Droga krajowa nr 105 (hiszp. Ruta Nacional Secundaria 105/Ruta 105) – jedna z dróg krajowych w Kostaryce. Znajduje się ona w prowincji Heredia. Jest równoległą drogą na północnego do fragmentu drogi krajowej nr 1.

## Opis
W prowincji Heredia droga krajowa nr 105 przebiega przez kanton Heredia (dystrykt Ulloa).
Ta droga zaczyna się na skrzyżowaniu z drogą 3 w La Valencia w Heredii, a kończy na skrzyżowaniu z drogą 1 i drogą 111 w pobliżu centrum handlowego Real Cariari.

## Historia
Most nad potokiem La Guaria w 2008 roku został częściowo zniszczony, w jednym z pasów ruchu zamontowano most Baileya. We wrześniu 2019 roku rozpoczęły się prace przy montażu nowego mostu prefabrykowanego.
W 2012 roku ten sam potok uszkodził także przepust na drodze krajowej nr 1.